# Wine (film fra 1913)
Wine er en amerikansk stumfilm fra 1913 af George Nichols.

## Medvirkende
- Roscoe Arbuckle
- Ford Sterling
- Minta Durfee
- Charles Inslee
- Dot Farley